# Шлемы тип III по Кирпичникову

Шлемы из Липовца и Ковалей. Фотографии Н. Е. Бранденбурга.

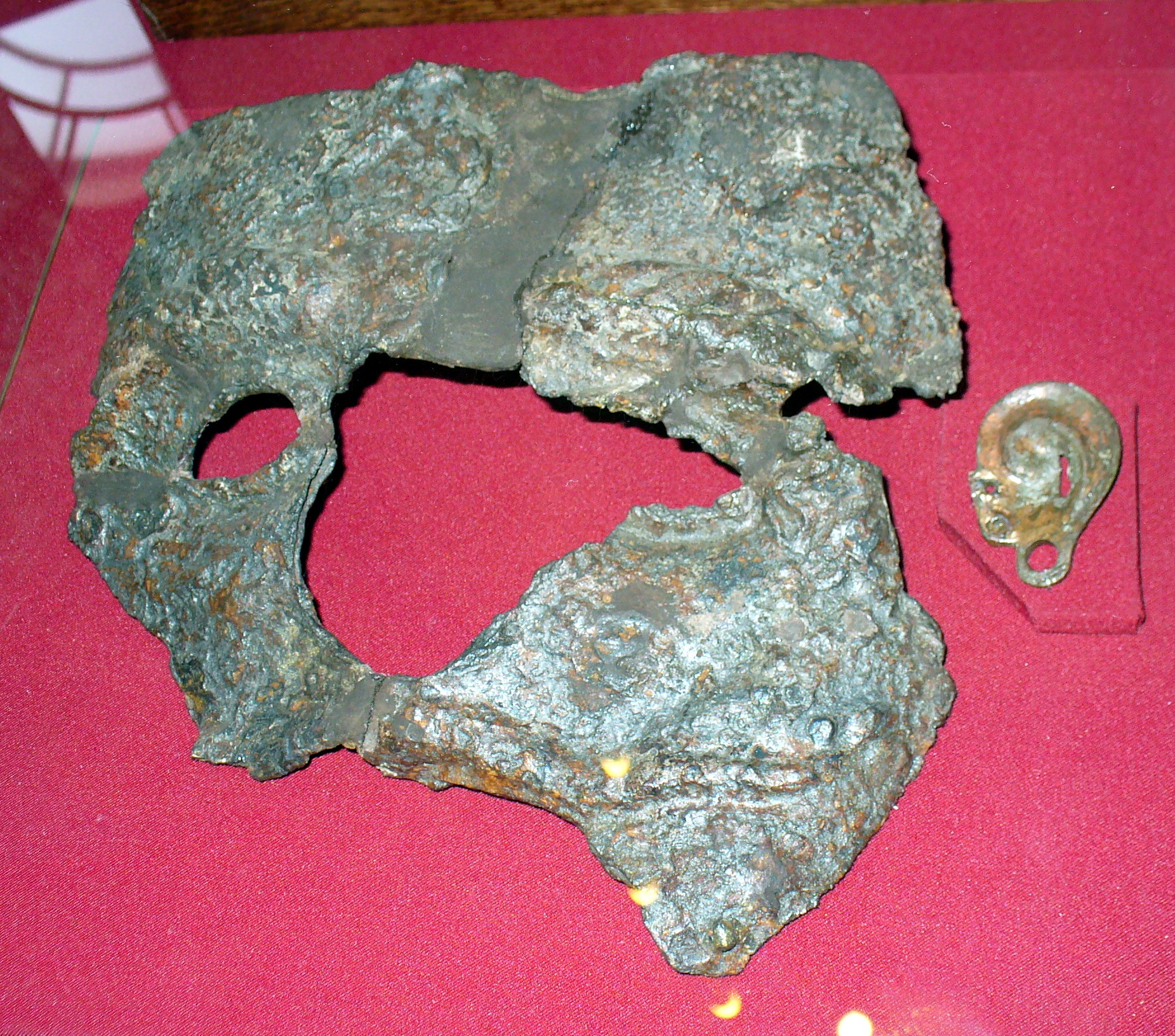
Личина из Херсонеса

Шлемы тип III по классификации А. Н. Кирпичникова — тип шлемов, применявшихся кочевниками Восточной Европы.
Данный тип шлемов отличался тульёй с цилиндрическим венцом, переходящим в четырёхгранную пирамиду, увенчанную шпилем. В передней части венца был прямоугольный лицевой вырез, поэтому шлем прикрывал уши и затылок. Полная высота шлема достигала 25—30 см. Толщина металла составляла около 1,5 мм. Купол, вероятно, состоял из нескольких частей, соединённых пайкой. На каждой грани пирамиды делалось желобчатое каплевидное углубление. Шлемы могли дополняться кольчужной бармицей.
К шлемам данного типа полагалась личина, имевшая определённые характерные черты. Маски выполнялись из железного листа толщиной до 0,5 мм в виде европеоидного лица с горбатым носом, загнутыми вверх усами, и снабжались прорезями для глаз и носовыми отверстиями. По бокам к личине крепились бронзовые уши, в которые вставлялось по кольцу, возможно, служивших для скрепления с бармицей. Сама личина крепилась к куполу шлема при помощи шарнира.
Данные шлемы применялись чёрными клобуками и были атрибутом знатных воинов. Два шлема были найдены в кочевнических захоронениях в Поросье и датированы А. Н. Кирпичниковым XII — первой половиной XIII века. Личина, идентичная чёрноклобуцким, была найдена и за пределами Среднего Поднепровья — в Херсонесе, верхняя граница её датировки, согласно Н. В. Пятышевой — середина XIV века. Схожим оформлением отличаются и некоторые более поздние личины. Шлемы аналогичной формы, но без личин, известны по ближневосточным изобразительным источникам конца XI — середины XIII веков. Примечательно также, что на некоторых северопричерноморских каменных бабах изображены такие же шлемы, только без личин.
По мнению М. В. Горелика, эти личины, изображающие «холодные» горбоносые лица с миндалевидными глазами, широкими бровями и загнутыми вверх усами, отражают «древний алтайский идеал мужа-героя», который «продержался в Азии, несмотря на смену народов, языков и рас, без изменений с V века до н. э. по XV век н. э.», а в бою производили исключительно неприятное впечатление на врага.

## Каталог
| Место находки                     | Регион | Датировка                  | Высота корпуса, см | Диаметр основания, см | Примечания                                                                            |
| --------------------------------- | ------ | -------------------------- | ------------------ | --------------------- | ------------------------------------------------------------------------------------- |
| Липовец (бывш. Киевская губерния) | -      | XII—XIII в.                | 28                 | 22                    | Найден в 1892 году О. Н. Макаревичем и Краузе в кочевническом кургане. Шпиль утрачен. |
| Ковали (бывш. Киевская губерния)  | -      | XII—XIII в.                | 23                 | 20                    | Найден в 1897 году Е. А. Зноско-Боровским в кочевническом кургане.                    |
| Городище (Хмельницкая область)    | -      | первая половина XIII в.    | -                  | -                     | Фрагменты личины. Найдены в 1959 году М. К. Каргером.                                 |
| Херсонес                          | -      | не позднее середины XIV в. | -                  | -                     | Повреждённая личина. Найдена в 1889 году.                                             |
| Украина                           | -      | -                          | -                  | -                     | Шлем с личиной найден А. И. Семёновым на территории Украины, не сохранился.           |